# 1869 in Italia

## Avvenimenti
- 1º gennaio: la tassa sul macinato entra in vigore. Ne seguono rivolte, soprattutto in Emilia, che sono represse duramente[1].

- 31 gennaio: creazione a Napoli della prima sezione italiana dell’Associazione Internazionale dei Lavoratori da parte Bakunin[2].

- 13 maggio: governo Menabrea III[3].
- 1º luglio: inaugurazione della ferrovia Catania-Bicocca.

- 15 novembre: acquisto della baia di Assab dalla Società di navigazione Rubattino per conto del Regno d'Italia[4].

- 8 dicembre: inaugurazione del Concilio Vaticano I, convocato da Pio IX per discutere del dogma dell'infallibilità papale (1869-1870), ma prematuramente interrotto a causa della guerra franco-prussiana[5].

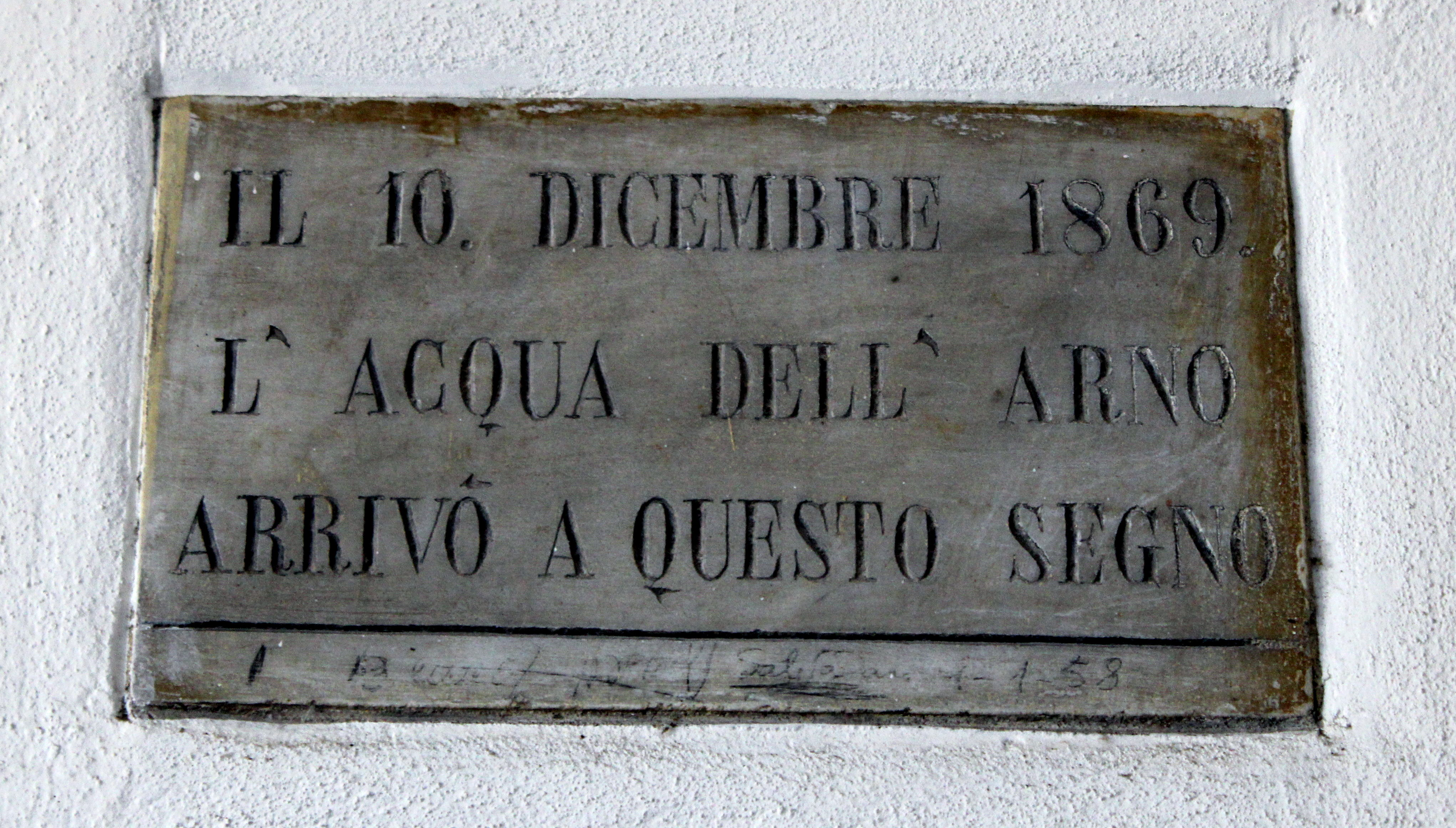
Targa che indica il livello dell'inondazione dell'Arno del 10 dicembre 1869 a Pisa.

- 10 dicembre: alluvione dell'Arno a Pisa[6].

- 14 dicembre: governo Lanza[3]. Giovanni Lanza succede al generale Menabrea come presidente del consiglio con un programma d’austerità finanziaria.

- 134 865 Italiani lasciano il paese.

## Cultura

### Archeologia
- A Pompei è rinvenuto, nella casa di Aniceto, Rissa nell'anfiteatro, un affresco[7] che ricorda la nota zuffa tra pompeiani e nocerini.

### Musica
- 3 aprile: prima a La Scala di Milano del Ruy Blas, dramma lirico in quattro atti di Filippo Marchetti su un libretto di Carlo d'Ormeville, dal dramma omonimo di Victor Hugo
- 29 novembre: prima al Teatro San Carlo di Napoli della  Gabriella di Vergy, opera seria in tre atti di Gaetano Donizetti, su libretto di Andrea Leone Tottola;  era stata composta nel 1826.

### Letteratura
- sono pubblicati:
  - Volere è potere, libro didascalico di Michele Lessona.
  - Fosca, romanzo incompiuto di Igino Ugo Tarchetti.
  - I misteri del processo Monti e Tognetti, romanzo di Gaetano Sanvittore. Dal romanzo Luigi Magni hs tratto spunto per il film In nome del Papa Re.
  - I misteri di Napoli  romanzo scritto di Francesco Mastriani.